# New York City Boy
New York City Boy is een nummer van het Britse muziekduo Pet Shop Boys uit 1999. Het is de tweede single van hun zevende studioalbum Nightlife.
"New York City Boy" is tegen de house aan liggend disconummer met een zomers geluid. Het nummer werd in veel Europese landen een hit, met bijvoorbeeld een 14e positie in het Verenigd Koninkrijk. In de Nederlandse Top 40 was het iets minder succesvol met een bescheiden 34e positie, terwijl in de Vlaamse Ultratop 50 de 20e positie werd gehaald.